# 衝動ノスタルジア
『衝動ノスタルジア』は、2016年3月2日にシンガーソングライターの森翼がソロプロジェクト赤と嘘としてリリースした3作目のミニ・アルバムである。

## 概要
- 赤と嘘名義初の全国流通盤アルバム。
- 森翼のインディーズアルバム。
- かつては、各音楽配信サービスにて配信されていたが、2020年11月に配信停止となった。これにより、赤と嘘の楽曲は全曲配信停止となった。

## チャート成績
『衝動ノスタルジア』は2016年3月14日付の週間オリコンチャートで最高251位を獲得した。

## 収録曲
| 全作詞・作曲: 森翼（作曲のみ一部鈴木Daichi秀行との共作）。 |                                    |                                              |                                              |                            |      |
| #                                                          | タイトル                           | 作詞                                         | 作曲・編曲                                   | 編曲・サウンドプロデュース | 時間 |
| 1.                                                         | 「衝動〜スタンスミス〜」           | 森翼（作曲のみ一部 鈴木Daichi秀行 との共作） | 森翼（作曲のみ一部 鈴木Daichi秀行 との共作） | 鈴木Daichi秀行             | 3:52 |
| 2.                                                         | 「コスモとフィルム」               | 森翼（作曲のみ一部 鈴木Daichi秀行 との共作） | 森翼（作曲のみ一部 鈴木Daichi秀行 との共作） | 鈴木Daichi秀行             | 5:05 |
| 3.                                                         | 「ノスタルジー」                   | 森翼（作曲のみ一部 鈴木Daichi秀行 との共作） | 森翼（作曲のみ一部 鈴木Daichi秀行 との共作） | 赤と嘘                     | 3:56 |
| 4.                                                         | 「ライブハウス〜学のない指揮者〜」 | 森翼（作曲のみ一部 鈴木Daichi秀行 との共作） | 森翼（作曲のみ一部 鈴木Daichi秀行 との共作） | 鈴木Daichi秀行             | 5:32 |
| 5.                                                         | 「さよなら」                       | 森翼（作曲のみ一部 鈴木Daichi秀行 との共作） | 森翼（作曲のみ一部 鈴木Daichi秀行 との共作） | 鈴木Daichi秀行             | 2:41 |
| 6.                                                         | 「指輪を贈るよ」                   | 森翼（作曲のみ一部 鈴木Daichi秀行 との共作） | 森翼（作曲のみ一部 鈴木Daichi秀行 との共作） | 赤と嘘                     | 5:08 |
| 7.                                                         | 「僕らは音痴なビートルズ」         | 森翼（作曲のみ一部 鈴木Daichi秀行 との共作） | 森翼（作曲のみ一部 鈴木Daichi秀行 との共作） | 鈴木Daichi秀行             | 4:23 |
| 合計時間:                                                  | 合計時間:                          | 合計時間:                                    | 30:37                                        |                            |      |

## クレジット
- 森翼 - Vocal & Acoustic Guitar (#1～#7)

- 鈴木Daichi秀行 - Guitar & Bass & keyboard (#1,#2,#4,#6,#7)

- 山内"masshoi"優 - Drums (#1,#2,#4,#7)
- 合原普平 - Drums (#3,#5,#6)

- 梅田誠志 - Bass (#3,#5,#6)

- はらかなこ - Piano ＆ Organ (#3,#5～#7)

- 園木理人 - Guitar (#3,#5,#6)